# باش الت
باش الت (به لاتین: Baş Ələt) یک منطقه مسکونی در جمهوری آذربایجان است که در قره‌داغ رایون از توابع شهر باکو واقع شده است. این ناحیه با استوک-آن-ترنت در کشور انگلستان خواهرخوانده است.